# ورویک
شهر ورویک (به فرانسوی: Wervik) در شهرستان ایپر در استان فلاندری غربی در منطقه فلاندری در کشور بلژیک واقع شده‌است.